# Gossip Girl/Episodenliste

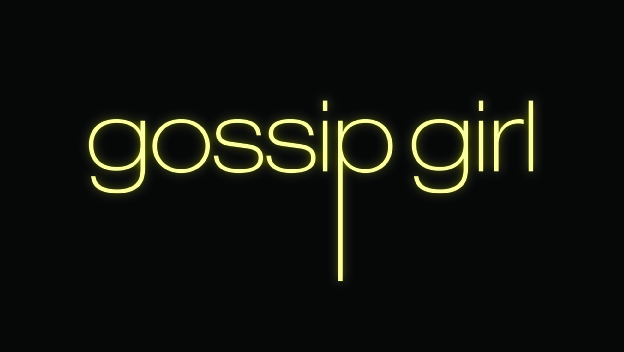
Logo zur Serie

Diese Episodenliste enthält alle Episoden der US-amerikanischen Dramaserie Gossip Girl, sortiert nach der US-amerikanischen Erstausstrahlung. Die Fernsehserie umfasst insgesamt sechs Staffeln mit 121 Episoden.

## Übersicht
| Staffel | Episodenanzahl | Erstausstrahlung USA | Erstausstrahlung USA | Deutschsprachige Erstausstrahlung | Deutschsprachige Erstausstrahlung |
| Staffel | Episodenanzahl | Staffelpremiere      | Staffelfinale        | Staffelpremiere                   | Staffelfinale                     |
| ------- | -------------- | -------------------- | -------------------- | --------------------------------- | --------------------------------- |
| 1       | 18             | 19. September 2007   | 19. Mai 2008         | 4. April 2009                     | 1. August 2009                    |
| 2       | 25             | 1. September 2008    | 18. Mai 2009         | 7. März 2010                      | 22. August 2010                   |
| 3       | 22             | 14. September 2009   | 17. Mai 2010         | 18. April 2011                    | 29. August 2011                   |
| 4       | 22             | 13. September 2010   | 16. Mai 2011         | 5. September 2011                 | 19. Dezember 2011                 |
| 5       | 24             | 26. September 2011   | 14. Mai 2012         | 3. September 2012                 | 4. März 2013                      |
| 6       | 10             | 8. Oktober 2012      | 17. Dezember 2012    | 9. September 2013                 | 11. November 2013                 |

## Staffel 1
Die Erstausstrahlung der ersten Staffel war vom 19. September 2007 bis zum 19. Mai 2008 auf dem US-amerikanischen Sender The CW zu sehen. Die deutschsprachige Erstausstrahlung sendete der österreichische Free-TV-Sender ORF 1 vom 4. April bis zum 1. August 2009.
| Nr. (ges.) | Nr. (St.) | Deutscher Titel              | Originaltitel                    | Erstausstrahlung USA | Deutschsprachige Erstausstrahlung (A) | Regie              | Drehbuch                                            |
| ---------- | --------- | ---------------------------- | -------------------------------- | -------------------- | ------------------------------------- | ------------------ | --------------------------------------------------- |
| 1          | 1         | Die Rückkehr                 | Pilot                            | 19. Sep. 2007        | 4. Apr. 2009                          | Mark Piznarski     | Josh Schwartz & Stephanie Savage                    |
| 2          | 2         | Rache ist süß                | The Wild Brunch                  | 26. Sep. 2007        | 11. Apr. 2009                         | Mark Piznarski     | Josh Schwartz & Stephanie Savage                    |
| 3          | 3         | Wie du mir, so ich dir       | Poison Ivy                       | 3. Okt. 2007         | 18. Apr. 2009                         | J. Miller Tobin    | Felicia D. Henderson                                |
| 4          | 4         | Ausgetrickst                 | Bad News Blair                   | 11. Okt. 2007        | 25. Apr. 2009                         | Patrick Norris     | Joshua Safran                                       |
| 5          | 5         | Wahrheit & Pflicht           | Dare Devil                       | 17. Okt. 2007        | 2. Mai 2009                           | Jamie Babbit       | Lenn K. Rosenfeld                                   |
| 6          | 6         | Der Maskenball               | The Handmaiden’s Tale            | 24. Okt. 2007        | 9. Mai 2009                           | Norman Buckley     | Jessica Queller                                     |
| 7          | 7         | Die Wahrheit kommt ans Licht | Victor, Victrola                 | 7. Nov. 2007         | 16. Mai 2009                          | Tony Wharmby       | K.J. Steinberg                                      |
| 8          | 8         | 17 Kerzen                    | Seventeen Candles                | 14. Nov. 2007        | 23. Mai 2009                          | Lee Shallat-Chemel | Joshua Safran & Felicia D. Henderson                |
| 9          | 9         | Was war und was ist          | Blair Waldorf Must Pie!          | 28. Nov. 2007        | 30. Mai 2009                          | Mark Piznarski     | Jessica Queller, K.J. Steinberg & Lenn K. Rosenfeld |
| 10         | 10        | Ballsaison                   | Hi, Society                      | 5. Dez. 2007         | 6. Juni 2009                          | Patrick Norris     | Joshua Safran                                       |
| 11         | 11        | Fröhliche Weihnachten        | Roman Holiday                    | 19. Dez. 2007        | 13. Juni 2009                         | Michael Fields     | Jessica Queller                                     |
| 12         | 12        | Stolz & Lügen                | School Lies                      | 2. Jan. 2008         | 20. Juni 2009                         | Tony Wharmby       | Lenn K. Rosenfeld                                   |
| 13         | 13        | Der schmale Grat             | A Thin Line Between Chuck & Nate | 9. Jan. 2008         | 27. Juni 2009                         | Norman Buckley     | Felicia D. Henderson                                |
| 14         | 14        | Süße 15                      | The Blair Bitch Project          | 21. Apr. 2008        | 4. Juli 2009                          | J. Miller Tobin    | K.J. Steinberg                                      |
| 15         | 15        | Serena verzweifelt gesucht   | Desperately Seeking Serena       | 28. Apr. 2008        | 11. Juli 2009                         | Michael Fields     | Felicia D. Henderson                                |
| 16         | 16        | Das Spiel mit der Wahrheit   | All About My Brother             | 5. Mai 2008          | 18. Juli 2009                         | Janice Cooke       | Paul Sciarrotta                                     |
| 17         | 17        | Das Spiel geht weiter        | Woman On The Verge               | 12. Mai 2008         | 25. Juli 2009                         | Tony Wharmby       | Joshua Safran                                       |
| 18         | 18        | Abschied                     | Much ’I Do’ About Nothing        | 19. Mai 2008         | 1. Aug. 2009                          | Norman Buckley     | Josh Schwartz & Stephanie Savage                    |

## Staffel 2
Die Erstausstrahlung der zweiten Staffel war vom 1. September 2008 bis zum 18. Mai 2009 auf dem US-amerikanischen Sender The CW zu sehen. Die deutschsprachige Erstausstrahlung sendete der deutsche Free-TV-Sender ProSieben vom 7. März bis zum 22. August 2010.
| Nr. (ges.) | Nr. (St.) | Deutscher Titel                | Originaltitel                     | Erstausstrahlung USA | Deutschsprachige Erstausstrahlung (D) | Regie               | Drehbuch                              |
| ---------- | --------- | ------------------------------ | --------------------------------- | -------------------- | ------------------------------------- | ------------------- | ------------------------------------- |
| 19         | 1         | Der Sommer ist vorbei          | Summer Kind Of Wonderful          | 1. Sep. 2008         | 7. März 2010                          | J. Miller Tobin     | Joshua Safran                         |
| 20         | 2         | Lady Blair                     | Never Been Marcused               | 8. Sep. 2008         | 14. März 2010                         | Michael Fields      | Stephanie Savage                      |
| 21         | 3         | Schmerzliche Wahrheit          | The Dark Night                    | 15. Sep. 2008        | 21. März 2010                         | Janice Cooke        | John Stephens                         |
| 22         | 4         | Die Ex-Akte                    | The Ex-Files                      | 22. Sep. 2008        | 28. März 2010                         | Jim McKay           | Robert Hull                           |
| 23         | 5         | Fashion-Week                   | The Serena Also Rises             | 29. Sep. 2008        | 11. Apr. 2010                         | Patrick Norris      | Jessica Queller                       |
| 24         | 6         | Der Traum von Yale             | New Haven Can Wait                | 13. Okt. 2008        | 18. Apr. 2010                         | Norman Buckley      | Alexandra McNally & Joshua Safran     |
| 25         | 7         | Wer ist Chuck?                 | Chuck In Real Life                | 20. Okt. 2008        | 25. Apr. 2010                         | Tony Wharmby        | Lenn K. Rosenfeld                     |
| 26         | 8         | Pret-A-Poor-J                  | Pret-A-Poor-J                     | 27. Okt. 2008        | 2. Mai 2010                           | Vondie Curtis-Hall  | Amanda Lasher                         |
| 27         | 9         | J. Humphrey Designs            | There Might Be Blood              | 3. Nov. 2008         | 9. Mai 2010                           | Michael Fields      | Etan Frankel & John Stephens          |
| 28         | 10        | Happy Birthday Bass Industries | Bonfire Of The Vanity             | 10. Nov. 2008        | 16. Mai 2010                          | David Von Ancken    | Jessica Queller                       |
| 29         | 11        | Familiensinn                   | The Magnificent Archibalds        | 17. Nov. 2008        | 30. Mai 2010                          | Jean de Segonzac    | Joshua Safran                         |
| 30         | 12        | Der Snowflake-Ball             | It’s A Wonderful Lie              | 1. Dez. 2008         | 6. Juni 2010                          | Patrick Norris      | Robert Hull                           |
| 31         | 13        | Der verlorene Sohn             | O Brother, Where Bart Thou?       | 8. Dez. 2008         | 13. Juni 2010                         | Joe Lazarov         | Stephanie Savage                      |
| 32         | 14        | Neues Jahr, neue Geheimnisse   | In The Realm Of The Basses        | 5. Jan. 2009         | 20. Juni 2010                         | Tony Wharmby        | John Stephens                         |
| 33         | 15        | Schweres Erbe                  | Gone With The Will                | 12. Jan. 2009        | 27. Juni 2010                         | Tricia Brock        | Amanda Lasher                         |
| 34         | 16        | Anfang und Ende                | You’ve Got Yale                   | 19. Jan. 2009        | 4. Juli 2010                          | Janice Cooke        | Joshua Safran                         |
| 35         | 17        | Das Gerücht                    | Carrnal Knowledge                 | 2. Feb. 2009         | 11. Juli 2010                         | Elizabeth Allen     | Alexandra McNally & Lenn K. Rosenfeld |
| 36         | 18        | Zeit der Missklänge            | The Age Of Dissonance             | 16. März 2009        | 18. Juli 2010                         | Norman Buckley      | Jessica Queller                       |
| 37         | 19        | Der Großvater                  | The Grandfather                   | 23. März 2009        | 25. Juli 2010                         | J. Miller Tobin     | Robert Hull & Etan Frankel            |
| 38         | 20        | Sweet Sixteen                  | Remains Of The J                  | 30. März 2009        | 1. Aug. 2010                          | Allison Liddi-Brown | Sarah Frank-Meltzer                   |
| 39         | 21        | Aus der Traum                  | Seder Anything                    | 20. Apr. 2009        | 8. Aug. 2010                          | John Stephens       | Amanda Lasher                         |
| 40         | 22        | Blondinen bevorzugt            | Southern Gentlemen Prefer Blondes | 27. Apr. 2009        | 15. Aug. 2010                         | Patrick Norris      | Leila Gerstein                        |
| 41         | 23        | … Und mein ist die Rache       | The Wrath Of Con                  | 4. Mai 2009          | 22. Aug. 2010                         | Janice Cooke        | Sara Goodman                          |
| 42         | 24        | Wie alles anfing               | Valley Girls                      | 11. Mai 2009         | 22. Aug. 2010                         | Mark Piznarski      | Josh Schwartz & Stephanie Savage      |
| 43         | 25        | Bye-bye Gossip Girl            | The Goodbye Gossip Girl           | 18. Mai 2009         | 22. Aug. 2010                         | Norman Buckley      | Joshua Safran                         |

## Staffel 3
Die Erstausstrahlung der dritten Staffel war vom 14. September 2009 bis zum 17. Mai 2010 auf dem US-amerikanischen Sender The CW zu sehen. Die deutschsprachige Erstausstrahlung war vom 18. April bis zum 29. August 2011 auf dem Frauensender sixx zu sehen.
| Nr. (ges.) | Nr. (St.) | Deutscher Titel               | Originaltitel                      | Erstausstrahlung USA | Deutschsprachige Erstausstrahlung (D) | Regie                | Drehbuch                         |
| ---------- | --------- | ----------------------------- | ---------------------------------- | -------------------- | ------------------------------------- | -------------------- | -------------------------------- |
| 44         | 1         | Affären der Upper East Siders | Reversals of Fortune               | 14. Sep. 2009        | 18. Apr. 2011                         | J. Miller Tobin      | Joshua Safran                    |
| 45         | 2         | Das College geht los          | The Freshman                       | 21. Sep. 2009        | 2. Mai 2011                           | Norman Buckley       | Amanda Lasher                    |
| 46         | 3         | Der verlorene Sohn            | The Lost Boy                       | 28. Sep. 2009        | 9. Mai 2011                           | Jean de Segonzac     | Robert Hull                      |
| 47         | 4         | Dan de Fleurette              | Dan de Fleurette                   | 5. Okt. 2009         | 16. Mai 2011                          | Mark Piznarski       | John Stephens                    |
| 48         | 5         | Rufus Hochzeit                | Rufus Getting Married              | 12. Okt. 2009        | 23. Mai 2011                          | Ron Fortunato        | Leila Gerstein                   |
| 49         | 6         | Genug von Eva                 | Enough about Eve                   | 19. Okt. 2009        | 30. Mai 2011                          | John Stephens        | Jake Coburn                      |
| 50         | 7         | Geisterstunde                 | How to Succeed in Bassness         | 26. Okt. 2009        | 6. Juni 2011                          | Joe Lazarov          | Sara Goodman                     |
| 51         | 8         | Der Großvater, Teil 2         | The Grandfather: Part II           | 2. Nov. 2009         | 12. Juni 2011                         | Mark Piznarski       | Lenn K. Rosenfeld                |
| 52         | 9         | Jagd auf Jenny                | They Shoot Humphreys, Don’t They?  | 9. Nov. 2009         | 12. Juni 2011                         | Alison Maclean       | Amanda Lasher                    |
| 53         | 10        | Versuchungen                  | The Last Days of Disco Stick       | 16. Nov. 2009        | 12. Juni 2011                         | Tony Wharmby         | Leila Gerstein                   |
| 54         | 11        | Zeit der Wahrheit             | The Treasure of Serena Madre       | 30. Nov. 2009        | 12. Juni 2011                         | Mark Piznarski       | Robert Hull & Joshua Safran      |
| 55         | 12        | Unter Feinden                 | The Debarted                       | 7. Dez. 2009         | 12. Juni 2011                         | Jason Ensler         | Stephanie Savage                 |
| 56         | 13        | Gute Zeiten, Schlechte Zeiten | The Hurt Locket                    | 8. März 2010         | 20. Juni 2011                         | Tony Wharmby         | Sara Goodman                     |
| 57         | 14        | Von Müttern und Vätern        | The Lady Vanished                  | 15. März 2010        | 27. Juni 2011                         | Andrew McCarthy      | Amanda Lasher & Robert Hull      |
| 58         | 15        | Jungfrau und sechzehn         | The Sixteen Year Old Virgin        | 22. März 2010        | 4. Juli 2011                          | Wendey Stanzler      | Leila Gerstein                   |
| 59         | 16        | Das Empire wackelt            | The Empire Strikes Jack            | 29. März 2010        | 11. Juli 2011                         | Joe Lazarov          | Jake Coburn                      |
| 60         | 17        | Inglourious Bass-terds        | Inglourious Bassterds              | 5. Apr. 2010         | 18. Juli 2011                         | Jean de Segonzac     | Lenn K. Rosenfeld                |
| 61         | 18        | Dorotas Hochzeit              | The Unblairable Lightness of Being | 12. Apr. 2010        | 25. Juli 2011                         | Janice Cooke-Leonard | Jeanne Leitenberg                |
| 62         | 19        | Dr. van der Woodsen           | Dr. Estrangeloved                  | 26. Apr. 2010        | 1. Aug. 2011                          | Darnell Martin       | Robert Hull                      |
| 63         | 20        | Was will Willi?               | It’s a Dad, Dad, Dad, Dad World    | 3. Mai 2010          | 8. Aug. 2011                          | Jeremiah Chechik     | Amanda Lasher                    |
| 64         | 21        | Ex-Ehemänner und -frauen      | Ex-Husbands and Wives              | 10. Mai 2010         | 22. Aug. 2011                         | Norman Buckley       | Sara Goodman                     |
| 65         | 22        | Ungewisse Zukunft             | Last Tango, Then Paris             | 17. Mai 2010         | 29. Aug. 2011                         | J. Miller Tobin      | Joshua Safran & Stephanie Savage |

## Staffel 4
Die Erstausstrahlung der vierten Staffel war vom 13. September 2010 bis zum 16. Mai 2011 auf dem US-amerikanischen Sender The CW zu sehen. Die deutschsprachige Erstausstrahlung sendete der deutsche Free-TV-Sender sixx vom 5. September bis zum 19. Dezember 2011.
| Nr. (ges.) | Nr. (St.) | Deutscher Titel             | Originaltitel                    | Erstausstrahlung USA | Deutschsprachige Erstausstrahlung (D) | Regie               | Drehbuch                         |
| ---------- | --------- | --------------------------- | -------------------------------- | -------------------- | ------------------------------------- | ------------------- | -------------------------------- |
| 66         | 1         | Belles de Jour              | Belles de Jour                   | 13. Sep. 2010        | 5. Sep. 2011                          | Mark Piznarski      | Joshua Safran & Stephanie Savage |
| 67         | 2         | Doppelte Identität          | Double Identity                  | 20. Sep. 2010        | 12. Sep. 2011                         | Mark Piznarski      | Joshua Safran & Stephanie Savage |
| 68         | 3         | Aller Anfang ist schwer     | The Undergraduates               | 27. Sep. 2010        | 19. Sep. 2011                         | Norman Buckley      | Amanda Lasher                    |
| 69         | 4         | Verrückt nach Eva           | Touch of Eva                     | 4. Okt. 2010         | 26. Sep. 2011                         | Andrew McCarthy     | Leila Gerstein                   |
| 70         | 5         | Leb wohl, Columbia          | Goodbye, Columbia                | 11. Okt. 2010        | 3. Okt. 2011                          | Jeremiah Chechik    | Robert Hull                      |
| 71         | 6         | Falsches Spiel              | Easy J                           | 25. Okt. 2010        | 3. Okt. 2011                          | Lee Shallat-Chemel  | Jake Coburn                      |
| 72         | 7         | Der Rosenkrieg              | War at the Roses                 | 1. Nov. 2010         | 3. Okt. 2011                          | Joe Lazarov         | Jessica Queller                  |
| 73         | 8         | Der Racheengel              | Juliet Doesn’t Live Here Anymore | 8. Nov. 2010         | 3. Okt. 2011                          | Patrick Norris      | Jeanne Leitenberg                |
| 74         | 9         | Die Hexen von Bushwick      | The Witches of Bushwick          | 15. Nov. 2010        | 3. Okt. 2011                          | Ron Fortunato       | Sara Goodman                     |
| 75         | 10        | Serena am Ende              | Gaslit                           | 29. Nov. 2010        | 3. Okt. 2011                          | Tate Donovan        | Robert Hull & Joshua Safran      |
| 76         | 11        | Das Geständnis              | The Townie                       | 6. Dez. 2010         | 3. Okt. 2011                          | Joe Lazarov         | Amanda Lasher & Stephanie Savage |
| 77         | 12        | Familienangelegenheit       | The Kids Are Not All Right       | 24. Jan. 2011        | 3. Okt. 2011                          | Allan Kroeker       | KJ Steinberg                     |
| 78         | 13        | Damien Darko                | Damien Darko                     | 31. Jan. 2011        | 10. Okt. 2011                         | Jeremiah Chechik    | Leila Gerstein                   |
| 79         | 14        | Zweifelhafte Freunde        | Panic Roommate                   | 7. Feb. 2011         | 17. Okt. 2011                         | Andrew McCarthy     | Jake Coburn                      |
| 80         | 15        | Es geschah in einer Nacht   | It-Girl Happened One Night       | 14. Feb. 2011        | 24. Okt. 2011                         | Bart Wenrich        | Alex McNally                     |
| 81         | 16        | Während du nicht schliefst  | While You Weren’t Sleeping       | 21. Feb. 2011        | 7. Nov. 2011                          | Norman Buckley      | Sara Goodman                     |
| 82         | 17        | Das Reich des Sohnes        | Empire of the Son                | 28. Feb. 2011        | 14. Nov. 2011                         | David Warren        | Robert Hull                      |
| 83         | 18        | Die Kinder bleiben im Bilde | The Kids Stay in the Picture     | 18. Apr. 2011        | 21. Nov. 2011                         | J. Miller Tobin     | Jessica Queller                  |
| 84         | 19        | Der Prinz & B               | Petty in Pink                    | 25. Apr. 2011        | 28. Nov. 2011                         | Liz Friedlander     | Amanda Lasher                    |
| 85         | 20        | Plötzlich Prinzessin        | The Princesses and the Frog      | 2. Mai 2011          | 5. Dez. 2011                          | Andrew McCarthy     | Leila Gerstein                   |
| 86         | 21        | Lüge und Wahrheit           | Shattered Bass                   | 9. Mai 2011          | 12. Dez. 2011                         | Allison Liddi-Brown | Sara Goodman                     |
| 87         | 22        | Keiner fürs Leben           | The Wrong Goodbye                | 16. Mai 2011         | 19. Dez. 2011                         | Patrick Norris      | Joshua Safran                    |

## Staffel 5
Die Erstausstrahlung der fünften Staffel war vom 26. September 2011 bis zum 14. Mai 2012 auf dem US-amerikanischen Sender The CW zu sehen. Die deutschsprachige Erstausstrahlung sendete der deutsche Free-TV-Sender sixx vom 3. September 2012 bis zum 4. März 2013.
| Nr. (ges.) | Nr. (St.) | Deutscher Titel                    | Originaltitel                 | Erstausstrahlung USA | Deutschsprachige Erstausstrahlung (D) | Regie            | Drehbuch             |
| ---------- | --------- | ---------------------------------- | ----------------------------- | -------------------- | ------------------------------------- | ---------------- | -------------------- |
| 88         | 1         | Ja, ja, ja!                        | Yes, Then Zero                | 26. Sep. 2011        | 3. Sep. 2012                          | Mark Piznarski   | Joshua Safran        |
| 89         | 2         | Erbrechen und andere Kleinigkeiten | Beauty And The Feast          | 3. Okt. 2011         | 10. Sep. 2012                         | Mark Piznarski   | Sara Goodman         |
| 90         | 3         | Kein Mut zur Wahrheit              | The Jewel of Denial           | 10. Okt. 2011        | 17. Sep. 2012                         | Larry Shaw       | Amanda Lasher        |
| 91         | 4         | Bestseller                         | Memoirs of an Invisible Dan   | 17. Okt. 2011        | 24. Sep. 2012                         | Tate Donovan     | Amy B. Harris        |
| 92         | 5         | Therapie zwecklos                  | The Fasting And The Furious   | 24. Okt. 2011        | 1. Okt. 2012                          | Joe Lazarov      | Peter Elkoff         |
| 93         | 6         | Ich bin Nummer 9                   | I Am Number Nine              | 7. Nov. 2011         | 8. Okt. 2012                          | Andy Wolk        | Jake Coburn          |
| 94         | 7         | Macbeth in Manhattan               | The Big Sleep No More         | 14. Nov. 2011        | 15. Okt. 2012                         | Vince Misiano    | Dan Steele           |
| 95         | 8         | Königin der Quellen                | All The Pretty Sources        | 21. Nov. 2011        | 22. Okt. 2012                         | Cherie Nowlan    | Austin Winsberg      |
| 96         | 9         | Disco Fieber                       | Rhodes to Perdition           | 28. Nov. 2011        | 29. Okt. 2012                         | Andrew McCarthy  | Natalie Krinsky      |
| 97         | 10        | Das Ende einer Nacht               | Riding in Town Cars with Boys | 5. Dez. 2011         | 5. Nov. 2012                          | Vince Misiano    | Amanda Lasher        |
| 98         | 11        | Das Ende einer Affäre              | The End of The Affair?        | 16. Jan. 2012        | 12. Nov. 2012                         | Michael Grossman | Sara Goodman         |
| 99         | 12        | Der Pater und die Braut            | Father and The Bride          | 23. Jan. 2012        | 26. Nov. 2012                         | Amy Heckerling   | Peter Elkoff         |
| 100        | 13        | G.G.                               | G.G.                          | 30. Jan. 2012        | 3. Dez. 2012                          | Mark Piznarsk    | Joshua Safran        |
| 101        | 14        | Ausgeflittert                      | The Backup Dan                | 6. Feb. 2012         | 10. Dez. 2012                         | David Warren     | Matt Whitney         |
| 102        | 15        | Crazy, Cupid, Love                 | Crazy, Cupid, Love            | 13. Feb. 2012        | 17. Dez. 2012                         | Matt Penn        | Austin Winsberg      |
| 103        | 16        | Das doppelte (Char-)lottchen       | Cross Rhodes                  | 20. Feb. 2012        | 7. Jan. 2013                          | John Terlesky    | Amy B. Harris        |
| 104        | 17        | Das Testament                      | The Princess Dowry            | 27. Feb. 2012        | 14. Jan. 2013                         | Andrew McCarthy  | Jake Coburn          |
| 105        | 18        | Blutsbande                         | Con Heir                      | 2. Apr. 2012         | 21. Jan. 2013                         | Joe Lazarov      | Annemarie Navar-Gill |
| 106        | 19        | It Girl                            | It Girl, Interrupted          | 9. Apr. 2012         | 28. Jan. 2013                         | Omar Madha       | Amanda Lasher        |
| 107        | 20        | London Calling                     | Salon of the Dead             | 16. Apr. 2012        | 4. Feb. 2013                          | Norman Buckley   | Natalie Krinsky      |
| 108        | 21        | Das (fast) perfekte Dinner         | Despicable B                  | 23. Apr. 2012        | 11. Feb. 2013                         | David Warren     | Austin Winsberg      |
| 109        | 22        | Jäger des verlorenen Jacks         | Raiders of the Lost Art       | 30. Apr. 2012        | 18. Feb. 2013                         | Bart Wenrich     | Jake Coburn          |
| 110        | 23        | Auf nach Rome                      | The Fugitives                 | 7. Mai 2012          | 25. Feb. 2013                         | Andy Wolk        | Matt Whitney         |
| 111        | 24        | Die Rückkehr des Rings             | The Return of the Ring        | 14. Mai 2012         | 4. März 2013                          | J. Miller Tobin  | Sara Goodman         |

## Staffel 6
Die Erstausstrahlung der sechsten Staffel war vom 8. Oktober bis zum 17. Dezember 2012 auf dem US-amerikanischen Sender The CW zu sehen. Die deutschsprachige Erstausstrahlung sendete der deutsche Free-TV-Sender sixx vom 9. September bis zum 11. November 2013.
| Nr. (ges.) | Nr. (St.) | Deutscher Titel                  | Originaltitel                | Erstausstrahlung USA | Deutschsprachige Erstausstrahlung (D) | Regie          | Drehbuch                         |
| ---------- | --------- | -------------------------------- | ---------------------------- | -------------------- | ------------------------------------- | -------------- | -------------------------------- |
| 112        | 1         | Wo ist Serena?                   | Gone Maybe Gone              | 8. Okt. 2012         | 9. Sep. 2013                          | Mark Piznarski | Josh Schwartz & Stephanie Savage |
| 113        | 2         | High Infidelity                  | High Infidelity              | 15. Okt. 2012        | 16. Sep. 2013                         | Joe Lazarov    | Annemarie Navar-Gill             |
| 114        | 3         | Ein hinreißend verdorbenes Luder | Dirty Rotten Scandals        | 22. Okt. 2012        | 23. Sep. 2013                         | Bart Wenrich   | Natalie Krinsky                  |
| 115        | 4         | Lady Alexander                   | Portrait of a Lady Alexander | 5. Nov. 2012         | 30. Sep. 2013                         | Andy Wolk      | Matt Whitney                     |
| 116        | 5         | Monster Ball                     | Monstrous Ball               | 12. Nov. 2012        | 7. Okt. 2013                          | Amy Heckerling | Sara Goodman                     |
| 117        | 6         | Bild mit Geheimnis               | Where the Vile Things Are    | 19. Nov. 2012        | 14. Okt. 2013                         | Norman Buckley | Dan Steele                       |
| 118        | 7         | Verpasste Chance                 | Save the Last Chance         | 26. Nov. 2012        | 21. Okt. 2013                         | Anna Mastro    | Jessica Queller                  |
| 119        | 8         | Das Serena Kapitel               | It’s Really Complicated      | 3. Dez. 2012         | 28. Okt. 2013                         | John Stephens  | Jake Coburn                      |
| 120        | 9         | Die Rächerinnen                  | The Revengers                | 10. Dez. 2012        | 4. Nov. 2013                          | Patrick Norris | Sara Goodman & Natalie Krinsky   |
| 121        | 10        | New York, ich liebe dich, XOXO   | New York, I Love You XOXO    | 17. Dez. 2012        | 11. Nov. 2013                         | Mark Piznarski | Stephanie Savage                 |